# Listropsylla cerrita
Listropsylla cerrita är en loppart som beskrevs av Jordan 1930. Listropsylla cerrita ingår i släktet Listropsylla och familjen mullvadsloppor.

## Underarter
Arten delas in i följande underarter:
- L. c. cerrita
- L. c. juliae